# Synbranchus
Synbranchus  es un género de peces anguiliformes de la familia Synbranchidae.
El género fue descrito por el ictiólogo Marcus Elieser Bloch en 1975, actualmente el género tiene 3 especies:
- Synbranchus marmoratus ( Bloch, 1795[2]): Anguila criolla, Anguila de lodo (México), Anguila de pantano, Atinga y Maporro.

- Synbranchus lampreia (Favorito, Zanata & Assumpção, 2005[3]): Anguila de lodo, Anguila de pantano y Atinga.

- Synbranchus madeirae (Rosen &  Rumney 1972[4]) : Atinga en Perú.